# David de Kretser

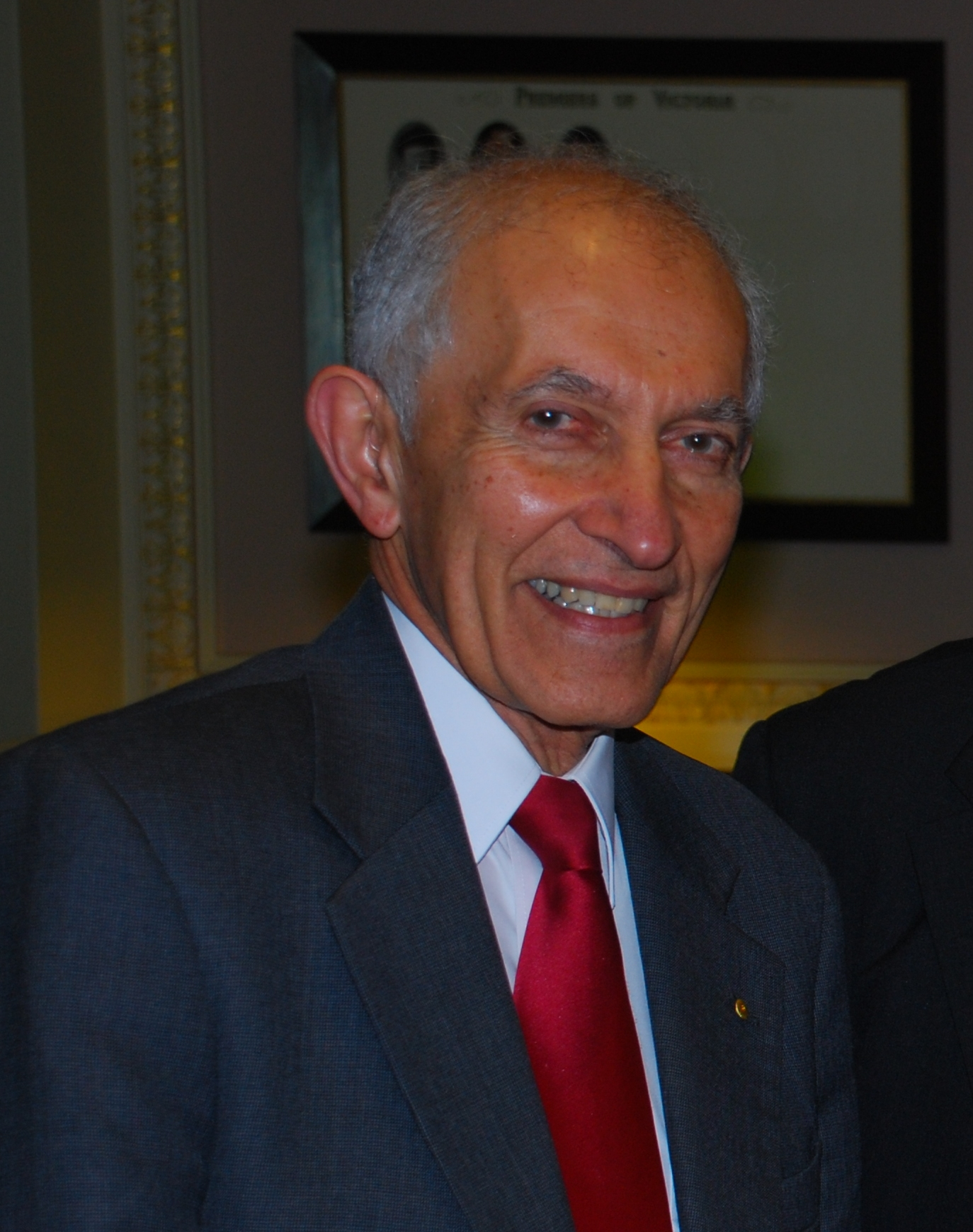
David de Kretser

David Morritz de Kretser (* 27. April 1939 in Colombo, Sri Lanka) ist ein australischer Professor für Medizin und ehemaliger Gouverneur des Bundesstaats Victoria.

## Leben
De Kretser wurde 1939 auf Ceylon geboren. Da sein Vater fürchtete, dass es nach der Unabhängigkeit Sri Lankas mit dem Land bergab gehen würde, wanderte seine Familie 1949 nach Australien aus und ließ sich in Melbourne nieder. Nach einem Medizinstudium an der Universität Melbourne und der Monash University, das er 1969 mit dem Doktor der Medizin abschloss, schlug de Kretser eine Karriere in der Wissenschaft ein. Von 1969 bis 1971 war er als Fellow für Endokrinologie an der University of Washington in Seattle tätig. Er spezialisierte sich auf die Erforschung von Unfruchtbarkeit. Ab 1978 war de Kretser Professor an der medizinischen Fakultät der Monash University, zuletzt als Direktor des Institute of Reproduction and Development. Heute ist er Fellow der Australian Academy of Science.
Am 7. April 2006 wurde de Kretser zum Gouverneur von Victoria ernannt und blieb dies bis zum 8. April 2011.
De Kretser ist mit seiner Frau Jan verheiratet und hat vier Kinder.

## Auszeichnungen
- Companion of the Order of Australia (2006)
- Ritter des Johanniterordens